# Yu Kataoka
Yu Kataoka (en japonés: 片岡勇, Kataoka Yu; 28 de mayo de 1980) es un deportista japonés que compitió en remo. Ganó una medalla de plata en el Campeonato Mundial de Remo de 2005, en la prueba de ocho con timonel ligero.

## Palmarés internacional
| Campeonato Mundial | Campeonato Mundial | Campeonato Mundial | Campeonato Mundial      |
| Año                | Lugar              | Medalla            | Prueba                  |
| ------------------ | ------------------ | ------------------ | ----------------------- |
| 2005               | Kaizu (Japón)      | Medalla de plata   | Ocho con timonel ligero |